# Bill Nye
William Sanford Nye (nacido el 27 de noviembre de 1955), popularmente conocido como Bill Nye the Science Guy, es un educador de ciencia, presentador de televisión e ingeniero mecánico. Es famoso por ser el presentador del programa infantil de ciencia Bill Nye the Science Guy (1993-98), así como por sus muchas apariciones posteriores en los medios de comunicación como educador de ciencia.

## Trayectoria

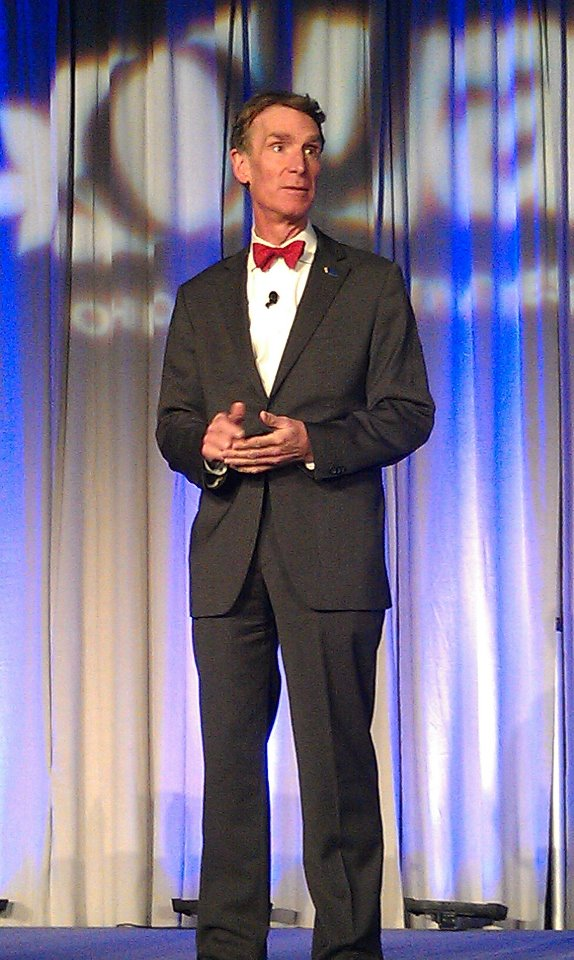
Bill Nye en la Universidad Estatal de Ohio en 2012.

### Primeros años
William Sanford Nye nació en Washington D. C., hijo de Jacqueline (1921-2000), una decodificadora durante la II Guerra Mundial, y de Edwin Darby «Ned» Nye (1917-97), veterano de la II Guerra Mundial, cuya experiencia en un campo de prisioneros japonés le llevó a ser un entusiasta de los relojes de sol.
Tras asistir a la Lafayette Elementary y a la Alice Deal Junior High, fue aceptado en la escuela privada Sidwell Friends y se graduó en 1973. Estudió ingeniería mecánica en la Universidad Cornell y se graduó con una licenciatura en Ciencias en 1977. Carl Sagan fue su profesor de astronomía durante un año.
De vez en cuando vuelve a Cornell como profesor invitado e imparte clases de introducción a la astronomía y a la ecología humana.

### Carrera
Durante 10 años trabajó en Boeing en Seattle, donde desarrolló un supresor hidráulico de resonancia para el 747 y participó en videos formativos. Más adelante trabajó como consultor para la industria aeronáutica durante 10 años.
En 1999, declaró haber intentado ser astronauta de la NASA varias veces, pero siempre fue rechazado.

### The Science Guy
De 1991 a 1993, apareció en los segmentos educativos de Back to the Future (serie animada) como el asistente del Dr. Emmett Brown (interpretado por Christopher Lloyd); su papel era demostrar experimentos mientras Lloyd explicaba. La popularidad de los segmentos llevó a Nye a presentar su propio programa educativo en televisión, Bill Nye the Science Guy, de 1993 a 1998. Cada uno de los 100 episodios explicaba un tema de la ciencia en particular a una audiencia preadolescente, aunque también tuvo mucha audiencia adulta. Además de presentador, era el escritor y productor del programa. Todos los episodios se realizaron en Seattle.
Nye ha escrito varios libros como The Science Guy.
Cuando interpreta a The Science Guy, Nye viste una bata azul de laboratorio y pajarita, y actúa como un nervioso y jocoso educador de ciencia. Esta imagen de Nye ha sido parodiada por numerosas fuentes, incluyendo el webcómic xkcd y la organización de noticias satíricas The Onion.
El personaje de The Science Guy aparece con Ellen DeGeneres y Alex Trebek en un video en Ellen's Energy Adventure, una atracción que desde 1996 está en el pabellón Universe of Energy dentro del parque temático Epcot en Walt Disney World.
Su voz se oye en la atracción de dinosaurios en el parque Disney's Animal Kingdom, explicando hechos sobre los dinosaurios a los que esperan en fila.
Aparece en un video en la atracción Design Lab de CyberSpace Mountain, dentro de DisneyQuest en Walt Disney World, en el que se refiere a sí mismo como Bill Nye the Coaster Guy.

### Entretenimiento/Educación

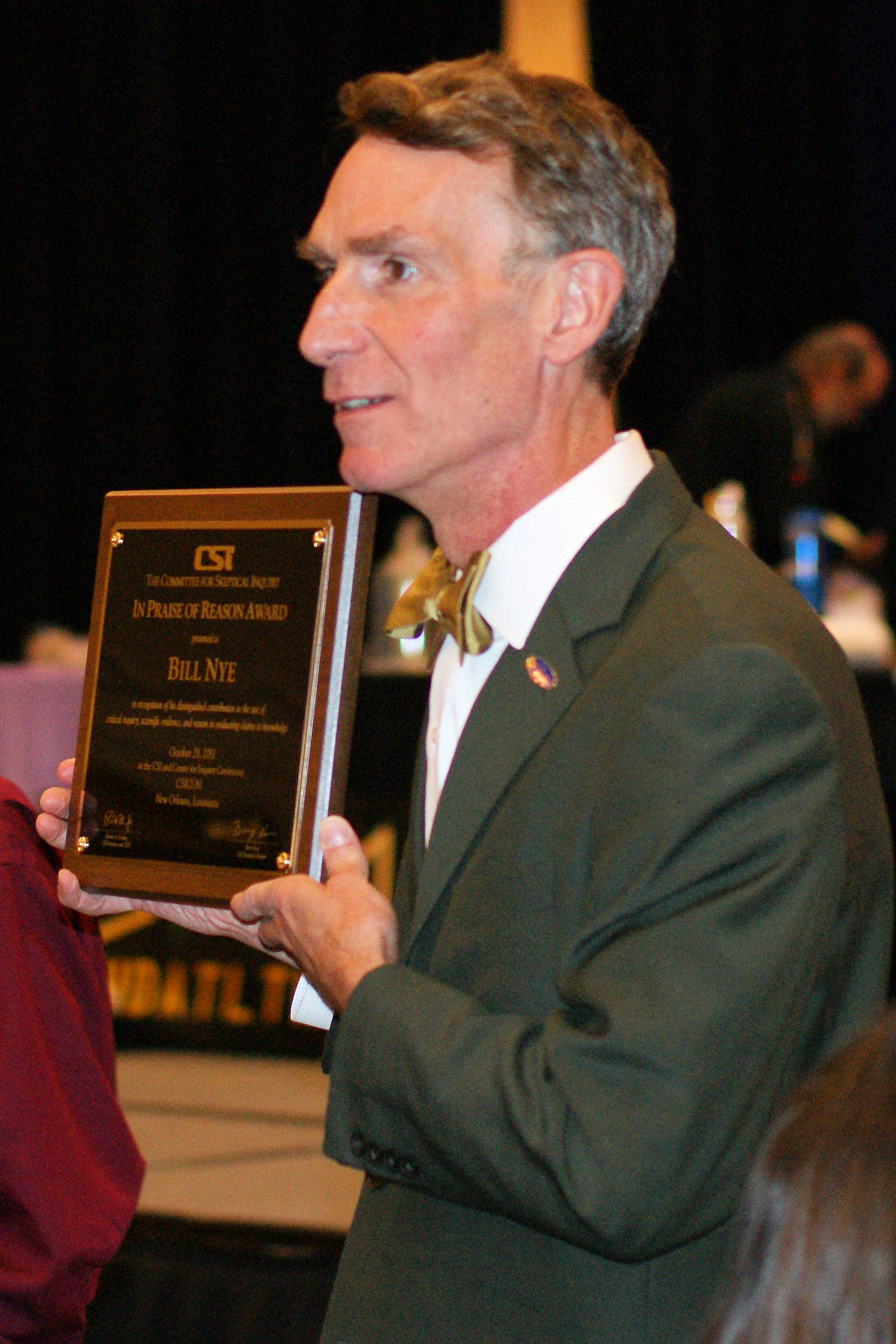
En 2011 Nye y el director ejecutivo de The Planetary Society recibieron el premio In Praise of Reason del Committee for Skeptical Inquiry's en CSICON en Nueva Orleans

Nye estuvo interesado en la educación de la ciencia a través del entretenimiento. En 1998 actuó en el papel de profesor de ciencia en la serie Principal Takes a Holiday. Construyó un hovercraft para demostrar temas científicos en una forma fuera de lo habitual en una clase.
De 2000 a 2002 fue el especialista tecnológico en el concurso de combate entre robots BattleBots donde unos robots tratan de destruir a otros.
En 2004 y 2005 fue el anfitrión de la premiada serie 100 Greatest Discoveries, producida por THINKFilm para The Science Channel y en alta definición para Discovery HD Theater.
Fue el presentador de la serie de 8 capítulos para el Discovery Channel titulada Greatest Inventions with Bill Nye.
Creó una serie de ciencia de 13 episodios para la PBS KCTS-TV, llamada The Eyes of Nye, dirigida a una audiencia de mayor edad. Emitida en 2005 tenía episodios políticamente relevantes como los relativos a la comida modificada genéticamente, el calentamiento global y la raza.
Nye ha actuado como invitado en varios episodios de la serie sobre asesinatos Numb3rs como miembro de la facultad de ingeniería. La inspiración para la creación de la serie Numb3rs fue una conferencia de Nye sobre matemáticas para niños.
También ha participado en el reality show America's Most Smartest Model.
Nye participó muchas veces en el programa Larry King Live para hablar de temas como el calentamiento global y los ovnis. Dijo que el calentamiento global debería ser combatido por los gobiernos ya que podría ser la causa de la extraordinaria temporada de huracanes de 2005 en la costa Atlántica.
Sobre los ovnis no cree que fueran alienígenas los avistamientos en Roswell y la base aérea de Malmstrom en 1967.
Nye participa en segmentos de  The Climate Code en The Weather Channel, donde explica su forma personal de ahorrar energía.
Aparece en algunos de los vídeos musicales que componen la obra Symphony of Science de John Boswell: «We are all conected» (2009), «Ode to the Brain» (2011), «The Greatest Show on Earth» (2012), «The World of the Dinosaurs» (2012), «Our Biggest Challenge (Climate Change Music Video)» (2012) y «The Nature of Sound» (2017)
En el otoño de 2008 participó periódicamente en la sección Ask the Expert de Who Wants to Be a Millionaire.
En 2008 presentó Stuff Happens en la cadena Planet Green.
En noviembre de 2008 actuó de sí mismo en el episodio Brain Storm de la quinta temporada de Stargate Atlantis junto con el astrofísico Neil deGrasse Tyson.
En 2009 grabó un video para YouTube promoviendo la energía limpia y la lucha contra el cambio climático para la campaña Repower America de Al Gore.
Participó en una campaña de la American Optometric Association para realizar revisiones oculares a los niños.
En 2010 participó en el video musical Here Comes the Summer de Palmdale porque se lo pidió su vecino Kay Hanley, que es el cantante de la banda.
En septiembre de 2012 Nye afirmó que el creacionismo amenaza la educación de la ciencia y la innovación en los Estados Unidos.
En febrero de 2014 participó en un debate con el creacionista Ken Ham sobre si el creacionismo es un modelo válido sobre nuestros orígenes.
El 28 de febrero de 2014 fue entrevistador en el White House Student Film Festival.
Actuó en el episodio 7 de la 7ª temporada de la serie The Big Bang Theory, "The proton resurgence", interpretándose a sí mismo como Bill Nye, the Science Guy.
Aparece en el episodio 20 de la 3ª temporada de la serie Blindspot, "Let it Go", interpretándose a sí mismo como Bill Nye y menciona a su rival “Rodney Mackay”, un personaje de Stargate Atlantis interpretado por David Hewlett.

### Bill Nye Saves The World
En abril de 2017 Nye junto a la empresa multinacional de streaming Netflix presentan la Serie Bill Nye Saves The World siendo rápidamente nominada para los premios Emmy de las Artes Creativas Primetime. La serie habla de temas científicos, como el cambio climático y la vida en otros planetas, desde un punto de vista crítico y con contenido científico fácilmente digerible para todo tipo de público. Además de desmentir mitos y creencias con uso de la ciencia. Esta serie lleva actualmente tres temporadas completas con capítulos exclusivos de Netflix con duración de 25 a 32 minutos.

### Trabajo científico
A principio de los años 2000, Nye colaboró en el desarrollo de un pequeño reloj solar que fue incluido en las misiones Mars Exploration Rover. Conocido como MarsDial, incluía pequeños paneles de colores para proporcionar una base para el calibrado del color, además de ayudar a mantener un registro del tiempo. Desde 2012 dos MarsDial están en la superficie de Marte.
De 2005 a 2010, Nye fue el vicepresidente de The Planetary Society, una organización que aboga por la investigación en la ciencia del espacio y en la exploración de otros planetas, especialmente Marte. Se convirtió en el segundo director ejecutivo en septiembre de 2010, cuando Louis Friedman dimitió.
En noviembre de 2010, Nye se convirtió en el rostro de una exhibición permanente en el centro Chabot Space & Science en Oakland, California. El Laboratorio del clima de Bill Nye muestra a Nye como el comandante de la Estación Espacial de Energía Limpia e invita a los visitantes a una misión urgente para impedir el cambio climático. Comenzando con una vista de la Tierra desde el espacio los visitantes exploran las galerías de aire, agua y tierra para descubrir cómo el cambio climático afecta a los sistemas interconectados de la Tierra y cómo usar el sol, el viento, la tierra y el agua para generar energía limpia. En una entrevista sobre la exhibición Nye dijo:

‘Everything in the exhibit is geared to showing you that the size of the problem of climate change is big. Showing you a lot about energy use ... It’s a huge opportunity ... We need young people, entrepreneurs, young inventors, young innovators to change the world.‘
‘Todo en la exhibición esá orientado a mostrarte que la dimensión del problema del cambio climático es enorme. Te muestra mucho del uso de la energía... Es una gran oportunidad... Necesitamos gente joven, emprendedores, inventores jóvenes, innovadores jóvenes para cambiar el mundo.’

El 27 de agosto de 2011 Nye donó un reloj solar situado sobre el Rhodes Hall en Cornell tras una conferencia que llenó el auditorio Statler de 715 butacas. Nye habló de la pasión de su padre por los relojes de sol, la medición del tiempo, su estancia en Cornell y su trabajo en los relojes de sol montados en los Mars rovers que están en Marte.
En agosto de 2012 Nye dirigió una sesión de preguntas y respuestas tras el aterrizaje en Marte del Mars Rover.
Nye tiene registradas 5 patentes en Estados Unidos incluyendo dos de zapatillas de puntas de ballet, otra para una lupa educativa creada llenando con agua una bolsa de plástico transparente un ábaco digital y una máquina para el entrenamiento en el lanzamiento de pelotas.
En 2006 Nye apoyó la reclasificación de Plutón como planeta enano por la International Astronomical Union.
Nye es miembro del Committee for Skeptical Inquiry, una organización educativa y científica sin ánimo de lucro cuyos objetivos son la promoción de la investigación científica crítica, el uso de la razón al examinar afirmaciones controvertidas y extraordinarias.
En una entrevista de John Rael para el Independent Investigation Group IIG, Nye afirmó:

‘concern right now... scientific illiteracy... you [the public] don't have enough rudimentary knowledge of the universe to evaluate claims.‘
‘mi preocupación ahora es la falta de cultura científica. La gente no tiene los suficientes conocimientos rudimentarios del universo para evaluar afirmaciones.’

Recientemente, Nye colaboró con el canal de Youtube AsapSCIENCE, explicando cómo se detecta un meteorito y cómo se podría desviar (¿Podemos parar un asteroide?).

## Vida personal
Nye tiene su residencia principal en Encino, Los Ángeles. Es una casa de 121 metros cuadrados construida en 1939. Preocupado por la eficiencia energética cambió las ventanas por otras de vidrio doble por 20 000 USD. También instaló 24 paneles solares con un total de 4 kW por 32 000 USD. La electricidad excedente la vende a la red por lo que en 2008 tenía una factura mensual de 7 USD por gastos de conexión a la red. Tiene un colector solar para el agua caliente. El agua de lluvia la almacena en 2 bidones para utilizarla en el riego del jardín. Canaliza la luz solar por conductos espejados hacia las habitaciones.
En Chelsea, Manhattan, vive de alquiler en un apartamento de una habitación en la planta 24 de un edificio. Está situado junto a 3 líneas de metro que utiliza para desplazarse.
También ha sido propietario de una casa en Mercer Island.
A Nye le gusta el béisbol y ocasionalmente hace experimentos relacionados con la física de este deporte. En julio de 2012, Nye apoyó la reelección de Barack Obama.
Ha sido seguidor de los Seattle Mariners, y más recientemente de los Washington Nationals.
Nye anunció su compromiso de matrimonio durante una aparición en The Late Late Show with Craig Ferguson, y se casó con su prometida de cinco meses, la antigua oboísta Blair Tindall, el 3 de febrero de 2006. Nye dejó la relación siete semanas después cuando se anuló la licencia de matrimonio.
En 2007 Nye acusó a Tindall de robarle objetos de su casa, incluyendo un ordenador portátil desde el que mandó correos electrónicos suplantando su persona y de echar herbicidas en su jardín para estropearlo. Nye obtuvo una orden de alejamiento de Tindall por un período de 6 años.
En febrero de 2012 Nye acusó a Tindall de quebrantamiento de la orden de alejamiento en 2009 y también le reclamó judicialmente 57 000 USD a Tindall por el pago de costas que había impuesto el juez.
Nye es un entusiasta bailarín de swing y va a bailar varias veces a la semana.
En 2005 Bill Nye y Tyne Stecklein participaron en el concurso de baile Dancing with the Stars donde Nye padeció una lesión de cuádriceps.
Nye se describe como agnóstico.
Nye es un gran luchador contra el calentamiento global y hace todo lo que puede para reducir su huella de carbono. Cuando puede usa una de sus bicicletas.
Por mediación de Chelsea Sexton que trabajaba como especialista de vehículos eléctricos en GM Nye fue uno de los conductores del vehículo eléctrico GM EV1 mediante un contrato de leasing hasta que en 2004 GM decidió su destrucción por achatarramiento.
En 2008 conducía un híbrido Toyota Prius.
En 2010 conducía un Mini-E totalmente eléctrico.
En 2011 fue uno de los primeros compradores del Nissan Leaf totalmente eléctrico.

## Premios y reconocimientos
Ganó un Emmy como guionista de una serie infantil en 1996, 1997, 1998, 1999 y 2000 por Bill Nye, the Science Guy.
Ganó un Emmy como actor de una serie infantil en 1998 por Bill Nye, the Science Guy.
Ganó un Emmy a la mejor serie infantil en 1999 y 2000 por Bill Nye, the Science Guy.
La serie Bill Nye, the Science Guy consiguió un total de 18 Emmy.
En mayo de 1999 fue nombrado doctor honoris causa en el Rensselaer Polytechnic Institute donde impartió el discurso de graduación.
En mayo de 2008 fue nombrado doctor honoris causa en la Johns Hopkins University.
En mayo de 2011 fue nombrado doctor honoris causa en la Willamette University, e impartió el discurso de graduación.
En mayo de 2013 fue nombrado doctor honoris causa en la Lehigh University.
En 2010 recibió el premio Humanist of the Year Award de la American Humanist Association.